# 화이트 캐슬 (음식점)

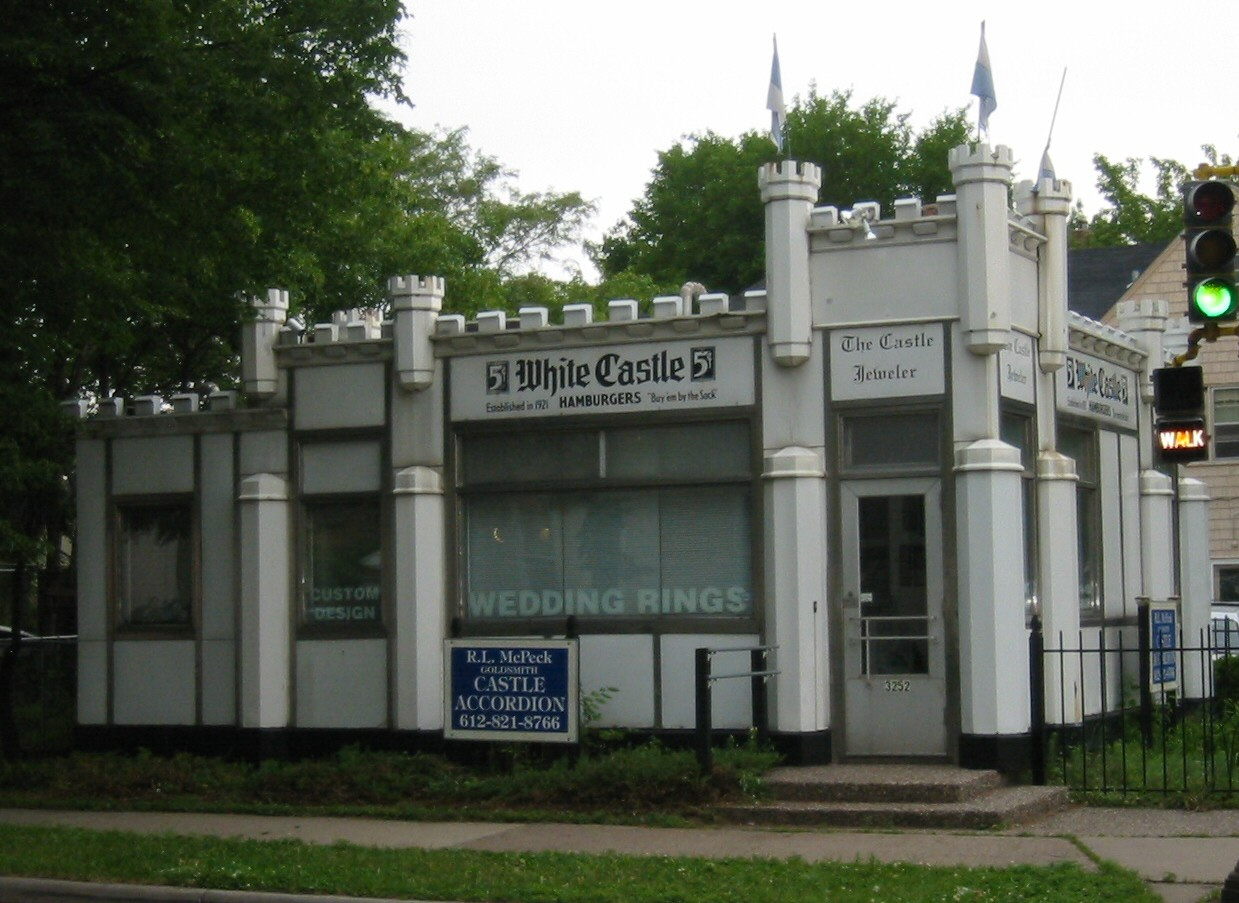
미니애폴리스에 소재한 화이트 캐슬

화이트 캐슬(영어: White Castle)은 미국의 패스트 푸드 체인점으로, 미국 중서부와 뉴욕 대도시 지역에서 햄버거 식당을 전개하고 있다. 1921년에 캔자스주 위치토에서 창업했으며, 본사는 오하이오주 콜럼버스에 위치해 있다. 일반적으로 알려진 햄버거는 만들지 않으며, 사각형으로 만드는 작은 사이즈의 슬라이더라고 불리는 햄버거를 주로 만들고 있다.